# Siège de Mons (1691)
 (novembre 2018).
Si vous disposez d'ouvrages ou d'articles de référence ou si vous connaissez des sites web de qualité traitant du thème abordé ici, merci de compléter l'article en donnant les références utiles à sa vérifiabilité et en les liant à la section « Notes et références ».
Pour les articles homonymes, voir Siège de Mons.
Guerre de la Ligue d'Augsbourg
Batailles
- Philippsbourg (1688)
- Sac du Palatinat (1689)
- Baie de Bantry (1689)
- Mayence (1689)
- Walcourt (1689)
- Fleurus (1690)
- Cap Béveziers (1690)
- La Boyne (1690)
- Limerick (1690)
- Staffarda (1690)
- Québec (1690)
- Coni (1691)
- Mons (1691)
- Leuze (1691)
- Aughrim (1691)
- La Hougue (1692)
- Namur (1692)
- Steinkerque (1692)
- Lagos (1693)
- Neerwinden (1693)
- La Marsaille (1693)
- Charleroi (1693)
- Saint-Malo (1693)
- Rivière Ter (1694)
- Camaret (1694)
- Texel (1694)
- Dieppe (1694)
- Bruxelles (1695)
- Namur (1695)
- Dogger Bank (1696)
- Carthagène (1697)
- Barcelone (1697)
- Baie d'Hudson (1697)

Le siège de Mons est une opération importante de la guerre de la Ligue d'Augsbourg qui se déroule autour de la ville de Mons (en Belgique actuelle) du 15 mars au 10 avril 1691. 
Avec une armée de 46 000 hommes, Boufflers investit la ville le 15 mars. Une armée d'observation équivalente en nombre, commandée par le maréchal Luxembourg, couvre le siège

## Contexte
Les Pays-Bas espagnols sont le principal théâtre d'opération de la guerre de la Ligue d'Augsbourg. En 1690, les Impériaux ont subi une lourde défaite, quoique non-décisive, à Fleurus.
Au début de 1691, le ministre français de la guerre, Louvois, envisage de s'emparer de Mons avec une forte armée (66 000 hommes) : cette place-forte est sans doute alors le dernier obstacle avant Bruxelles, quartier-général de la coalition contre Louis XIV. Les Français bénéficient de plusieurs avantages : Mons est relativement isolée, et ne pourra être secourue rapidement par les Impériaux. La ville est voisine de la frontière française, ce qui facilitera l'approvisionnement de la troupe. À cela s'ajoute que les fortifications ne sont plus de première jeunesse : la ville, qui compte 5 000 habitants et 5 000 soldats prenant leurs quartiers d'hiver, se dresse sur une colline. Elle a conservé pour l'essentiel ses remparts médiévaux ; quant aux fortifications de style moderne, elles présentent plusieurs angles morts. Le point le plus faible se trouve à l'est, autour de la Porte de Bertaimont.
Les Français ont minutieusement préparé ce siège, qui doit marquer le triomphe de leur roi : ils ont aménagé des relais pour l'approvisionnement et l’acheminement des troupes, recruté 20 000 ouvriers pour creuser la tranchée. Ils ont mobilisé une artillerie considérable : 130 canons et 45 mortiers.

## Déroulement
Les Impériaux n'avaient pas envisagé que Mons puisse être attaquée. L'assaut eut lieu tellement tôt dans l'année que les troupes n'avaient pas encore quitté leurs quartiers d'hiver.

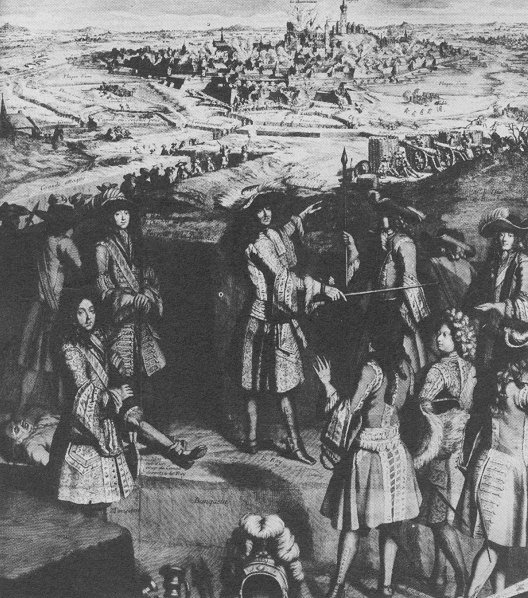
Louis XIV au siège de Mons

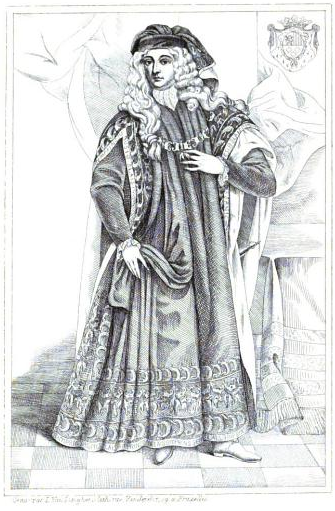
Le prince de Berghes, commandant la place de Mons.

L'armée de siège française, commandée par Boufflers, était forte de 40 000 hommes. Une autre armée, comptant 16 000 hommes et placée sous les ordres du duc d’Humières Louis de Crevant, devait interdire toute tentative d'appui des Impériaux ; un contingent de 5 000 hommes était placé en observation entre Namur, Huy, Liège et Maëstricht ; enfin 3 000 hommes occupaient Trèves, afin d'interdire Juliers et Clèves aux Brandebourgeois.
Le siège, confié à Vauban, fut mis le 15 mars, et Louis XIV y assistait en personne. Le 18, Vauban donna l'ordre de creuser la tranchée et de dresser les ouvrages annexes. Il concentra ses efforts autour de la porte de Bertaimont, qui lui paraissait le point faible du dispositif défensif. Simultanément, il faisait dresser des lignes de circonvallation d'un périmètre total de 27 km.
Les défenseurs avaient noyé une partie du pays alentour par un jeu d'écluses : aussi Vauban affecta-t-il 20 000 ouvriers au creusement de rigoles pour drainer le terrain. Il fit monter son artillerie de siège sur des tréteaux de bois pour éviter qu'elle ne s'enlise dans des terrains devenus marécageux. Le bombardement commença le 27 mars, et déclencha bientôt un incendie en ville. Les défenseurs ouvrirent de nouveau les écluses rechargées en eau, et le courant emporta effectivement quelques batteries. Alors Vauban déplaça son dispositif un peu plus au nord, où un môle permettait de diriger les tirs contre deux ouvrages à cornes de la porte de Bertaimont.
Le comte de Berghes, gouverneur néerlandais de la place de Mons, savait d'emblée qu'il ne pourrait tenir la ville qu'avec le secours de l'armée de Guillaume III ; or ce dernier s'affairait encore pour réunir les effectifs nécessaires, car Frédéric III de Brandebourg lui avait retiré son appui. En outre, la saison hivernale était peu propice aux recrutements.
Le bombardement détruisit une grande partie de la ville, et les batteries défensives subirent elles aussi de fortes pertes. Aux premiers jours d'avril, les tranchées couvertes se rapprochaient dangereusement d'un ouvrage à cornes.

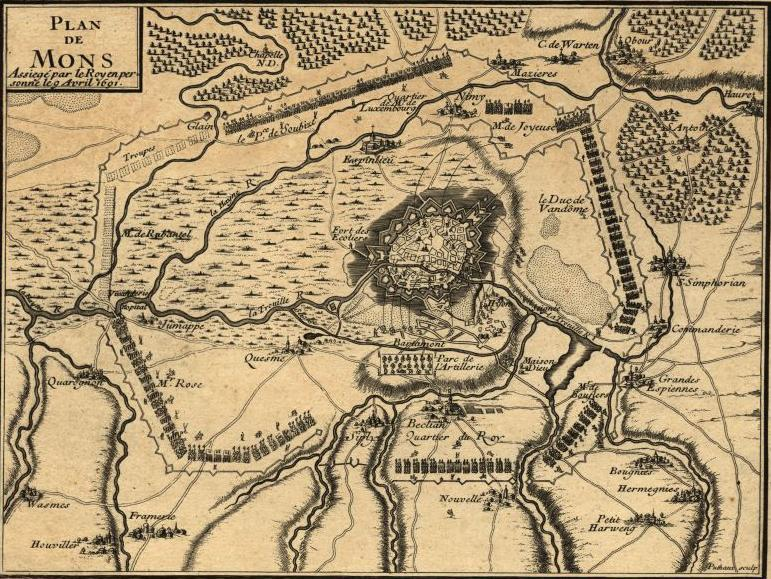
Plan d'époque du siège.

Guillaume III, faute de fourrage pour sa cavalerie, dut interrompre la marche de son armée, pourtant forte de 50 000 hommes, vers Mons. Le gouverneur espagnol de la place, le marquis Francisco Antonio de Agurto de Gastañagar, fit porter des messages à l'armée de secours, mais entre-temps le maréchal François-Henri de Montmorency-Luxembourg faisait mouvement avec une armée de taille comparable pour couvrir les assiégeants.
Le 5 avril à 17 h, les tambours battirent la chamade. Vauban avait à présent terminé ses préparatifs, et ses canons battaient les ouvrages à cornes et les remparts avec une efficacité accrue : il fit tirer au total 106 000 boulets de canon, 7 000 bombes, 40 000 obus explosifs et employa 1 000 t de poudre.
D'après les comptes-rendus français de cette opération, les tirs d'artillerie ouvrirent une brèche : elle fut investie, mais les attaquants immédiatement repoussés. De nouveaux tirs d'artillerie ouvrirent une seconde brèche, cette fois décisive.
Toutefois, certains historiens estiment que l'assaut ne fut qu'une mise en scène : devant l'ampleur des dégâts, la population, menée par deux prêtres, s'était soulevée pour exiger la capitulation. Et lorsque le gouverneur expliqua que Guillaume III n'était plus qu'à quelques jours de marche de Mons, les habitants lui crièrent qu'ils préféraient se rendre aux Français qu'être secourus par un hérétique. D'autre part, les Français avaient offert de renoncer à leur indemnité de guerre, fixée à 100 000 écus par jour de siège, en cas de reddition. Pressé par la population civile, le comte de Berghes offrit sa capitulation.

## Conséquences
Les Français accordèrent aux assiégés la capitulation honorable et le siège s'acheva le 10 avril par le retrait des forces espagnoles. Louis XIV s'en retourna à Versailles, auréolé d'un nouveau succès personnel : il fit célébrer le Te Deum, et commanda une galerie de tableaux pour fixer le souvenir des opérations.
Pour les Impériaux, la perte de la place de Mons fut un coup sévère. Les Français y installèrent une forte garnison et entreprirent sans tarder la réparation des fortifications, tandis que la plus grande partie de leur armée reprenait ses quartiers d'hiver.
Tout au long du siège, le corps expéditionnaire anglais des Pays-Bas fut porté de 10 000 à plus de 50 000 hommes, quoique l'insurrection jacobite d'Irlande ne fût pas encore matée. Malgré cela, les Français commandés par le maréchal de Luxembourg reprirent l'offensive : ils s'emparèrent de Hal au mois de mai, et Boufflers fit bombarder Liège. Au mois de septembre, le maréchal de Luxembourg défit les troupes de Georges-Frédéric de Waldeck à Leuze. Mons sera restituée aux Pays-Bas espagnols par la paix de Rijswijk en 1697.